# Версия (театр)
Сара́товский муниципа́льный но́вый драмати́ческий теа́тр «Ве́рсия» — театр драмы. Расположен в здании бывшего кинотеатра «Темп».

## История
Создан в 1989 году на базе театра-студии «Версия» в помещении учебного театра консерватории им. Собинова. Основатель и художественный руководитель театра — Виктор Владимирович Сергиенко. Один из первых спектаклей — «Скандальное происшествие с мистером Кэттлом и миссис Мун» по пьесе Дж. Б.Пристли. С 1993 года — муниципальный, с 1996 года — муниципальное учреждение культуры. С 1998 года, после пожара в арендуемом помещении консерватории, долгое время не имел постоянной площадки. Снимал помещение кинотеатра «Победа».
C 2004 года театр находится в здании Городского центра национальной культуры (ГЦНК) Саратова, с 2014 года — в здании бывшего кинотеатра «Темп».

### Достижения
Отмечен дипломами фестиваля «Саратов театральный-99» («Школа жен»), Пушкинского театрального фестиваля во Пскове (моноспектакль «Русалка»).

## Труппа
- Виктор Владимирович Сергиенко — главный режиссёр и художественный руководитель театра
- Анастасия Шаталина
- Екатерина Елькина
- Людмила Широбокова
- Евгения Смирнова
- Анна Мельникова
- Андрей Ханжов
- Валерий Громаков
- Юлий Ридель
- Антон Титов
- Елена Петрова
- Игорь Абрамович
- Владимир Смирнов
- Владимир Кабанов
- Татьяна Павловна Чупикова
- Татьяна Нагула
- Юрий Лапшин

- Спектакль «Две Бабы Яги»
- Спектакль «Две Бабы Яги»
- Спектакль «Сказка, которой не было»
- Спектакль «Сказка, которой не было»